# Ducado de Piacenza
El ducado de Piacenza fue uno de los ducados establecidos por los lombardos en Italia.

## Historia
Con la conquista lombarda, la Regio VIII Aemilia establecida por los romanos se encontró dividida en dos. Por un lado Piacenza, Parma, Reggio Emilia y Módena (todos ducados lombardos), y por otro de Rávena a Bolonia, ciudad bizantina (la última se perdió en el 728 junto con Imola).
En el 590, una importante incursión del ejército bizantino liderado por el exarca Calínico, devolvió las ciudades de Módena y Mantua al control del Exarcado de Italia, obteniendo al mismo tiempo la sumisión de los duques de Parma, Reggio y Piacenza. Se remonta a este período el intento de sacudirse del dominio del Imperio bizantino de los duques de Parma, Piacenza y Reggio, que pasaron al servicio del exarca Romano a cambio de una recompensa.
En el 603, Agilulfo pasó al contraataque y reconquistó definitivamente Emilia. A partir de esa fecha, ciertos testimonios sobre la supervivencia del instituto ducal en Piacenza ya no se han transmitido, de hecho, pasó a estar gobernado por un gastaldo de nombramiento real, es decir, un simple administrador, pasando a ser territorialmente dependiente del rey.
En el 773, Carlomagno, rey de los francos, ocupó Piacenza, descendiendo hacia Roma. La ciudad se convirtió en la sede de un condado carolingio. Con la derrota de los lombardos por los francos, los ducados lombardos fueron reemplazados por comités francos sobre los cuales los condes de Piacenza ejercieron el poder primero y posteriormente, entre los siglos IX y X, los obispos. De hecho, se concedieron inmunidades y privilegios a los obispos de Parma, Piacenza y Reggio.